# Société de travaux ruraux (Service de renseignement)
Pendant la seconde Guerre mondiale, l'entreprise de Travaux Ruraux est le service de renseignement militaire français clandestin mis en place le 1er juillet 1940, abréviation SSMF-TR (Service de sécurité militaire français - Travaux ruraux).
Une partie de son histoire et de ses actions sont racontées dans  "Mes camarades sont morts"  de Pierre Nord sous le nom fictif de l'Agence immobilière. Celle-ci était la section la plus secrète et la plus active du service de renseignement de l'Armée d'armistice. Ses missions sont aussi bien défensives (contre-espionnage) qu'offensives (renseignement militaire).

## Contexte
Pendant la période 1940-1944, les services spéciaux sont restés très actifs.
Le lieutenant-colonel Louis Baril dirige le 2e Bureau de l'Armée d'armistice.
Dès la fin de 1940, les officiers des services spéciaux avaient commencé à faire du renseignement contre l'occupant allemand. Des armes et du matériel étaient également camouflés et les officiers qui accompagnent les officiers allemands de la commission d'armistice exploitent les renseignements qu'ils soutirent. La Police de Sécurité allemande n'est pas dupe et le dénonce.
La dissolution de l'Armée d'armistice le 27 novembre 1942 sur ordre de Hitler aboutira à la naissance de l'Organisation de résistance de l'Armée (général Aubert Frère) sur les ruines de l'armée d'armistice de métropole.

## Création
L'entreprise des travaux ruraux a été créée officiellement le 1er juillet 1940  par Paul Paillole, elle est la partie clandestine des anciens services de renseignement, la partie visible étant le bureau des menées anti-nationales.
Après le Débarquement allié en Afrique du Nord, la zone libre est envahie par les Allemands. Les TR sont remaniés en 1943 par Paul Paillole sous la direction en France occupée de Roger Lafont, dit "Verneuil", qui sera par la suite directeur du Contre-espionnage militaire français jusqu'à sa mort en 1952. T.R. est le 2e Bureau de l'O.R.A. Il réunit ses quatre chefs de secteur à Toulouse. La collaboration devient effective avec les services d'Alger.

## Opérations
Les officiers de l'Agence seront des guides, des conseils, des cadres pour les mouvements et réseaux de la France combattante. Dans cet esprit, on retrouve par exemple un de ces officiers, André Brouillard, Alias Pierre Nord, lors de la création du réseau de renseignements Eleuthère.
Au printemps de 1943, le général Aubert Frère est arrêté et déporté au camp du Struthof. Le général Jean-Édouard Verneau lui succède et sera arrêté le 23 septembre 1943. Le général Georges Revers prendra le commandement jusqu'à la fin de la guerre.

## Répression
En août 1943, la situation devient de plus en plus difficile. La Gestapo porte des coups importants.
Le sabordage des TR est envisagé avec une reconstruction des anciens bureaux de sécurité militaire. Une nouvelle entreprise, T. R. Jeune doublera l'ancienne. Le constat est fait que dès le début 1943, « les Services spéciaux français dans la métropole forment un ensemble incroyablement complexe ». Les coups assénés aboutissent à des arrestations d'agents, notamment à Clermont-Ferrand, à partir de mai 1943, de trahisons en imprudences et en aveux sous la torture. La société de Travaux Ruraux jeune se met en place à partir de mai 1943.

## Quelques personnalités liées aux SSMF-TR
- Louis Rivet (1883-1958)
- Maurice Dubled (1893-1978), officier de gendarmerie, résistant et poète
- Henri Navarre (1898-1983)
- Jean Chrétien (1897-1988), responsable du contre-espionnage (CE) d'Afrique du Nord à Alger entre mars 1941 et mars 1943
- Pierre Nord (1900-1985)
- Paul Paillole (1905-2002)